# Kim Keon-hee
Kim Keon-hee (coreano: 김건희; Yangpyeong-gun, 2 de septiembre de 1972) es una empresaria surcoreana, que fue la primera dama de Corea del Sur desde el 10 de mayo de 2022 hasta el 4 de abril de 2025 como esposa del decimotercer presidente de Corea del Sur, Yoon Suk-yeol. Es la actual directora ejecutiva y presidenta de la compañía de exhibición de arte Covana Contents.

## Biografía

### Primeros años
Kim nació el 2 de septiembre de 1972 en Yangpyeong, Corea del Sur. Asistió a la escuela secundaria para niñas Myungil antes de graduarse de la Universidad de Kyonggi con un título en arte.

### Carrera
En 2009, Kim estableció Covana Contents, una empresa que se especializa en exposiciones de arte y se ha desempeñado como directora ejecutiva y presidenta desde entonces. Kim es defensora de los derechos de los animales y como primera dama prometió acabar con el consumo de carne de perro.

## Controversias
En 2019, los medios informaron que supuestamente no había pagado impuestos. Kim ha sido investigada por presuntamente recibir sobornos por albergar exposiciones de arte.
En 2021, hubo informes de que Kim había inflado su currículum con conexiones a la Escuela de Negocios Stern de la Universidad de Nueva York. En una conferencia de prensa, más tarde se disculpó públicamente y prometió solo "centrarse en el papel de esposa de Yoon incluso si Yoon es elegido". Siguiendo su promesa, Yoon incluyó la abolición de la Oficina de la primera dama dentro de la Oficina del Presidente en su promesa de campaña.
A fines de 2021, los fiscales anunciaron que iniciarán investigaciones contra Kim por corrupción en relación con una manipulación del mercado de valores.

### Ley marcial de 2024
Tras la declaración y posterior revocación de la ley marcial, críticos y opositores al gobierno han sugerido que la declaratoria la realizó el presidente Yoon en un intento de ayudar a su esposa con las investigaciones que querían realizarse desde la Asamblea Nacional de Corea del Sur por sus escándalos anteriores. Algunos medios como el South China Morning Post informaron que uno de los memes más virales respecto a la declaratoria decía «Yoon, el amante más grande que declaró la ley marcial para su esposa».

## Vida personal
Kim se casó con Yoon Suk-yeol en 2012. El 10 de marzo de 2022, tras la elección de su esposo como presidente electo de Corea del Sur, Kim declaró que prefería el término cónyuge del presidente a primera dama. Con su esposo tiene aproximadamente seis perros y cinco gatos.